# Wera Sytschugowa
Wera Sytschugowa (russisch Вера Сычугова, engl. Transkription Vera Sychugova, geb. Зайцева – Saizewa – Zaytseva; * 1963) ist eine ehemalige russische Sprinterin, die sich auf den 400-Meter-Lauf spezialisiert hatte.
Bei den Leichtathletik-Weltmeisterschaften 1993 in Stuttgart startete sie im Vorlauf der 4-mal-400-Meter-Staffel und trug so zum Gewinn der Silbermedaille für das russische Team bei.

## Persönliche Bestzeiten
- 200 m: 22,85 s, 21. Juni 1987, Tscheljabinsk
- 400 m: 51,64 s, 5. Juli 1988, Tallinn